# 江山 (歌曲)
《江山》是一首中国大陆“主旋律歌曲”，由晓光作词、印青作曲。它曾作为同名电视剧《江山》的主题曲，由彭丽媛所演唱。获得第二十四届（2003年度）中国电视剧飞天奖优秀电视剧歌曲奖。
歌曲旨在歌颂中国共产党与中国人民（歌词中“老百姓”）自“打天下”到“坐江山”以来形成的紧密联系，并著重突出了以胡锦涛为总书记的中共第四代中央领导集体。

## 演出场合
作为一首进入21世纪以来的典型红色歌曲，曾在党庆、国庆等多个场合唱响。
- 2004年中国中央电视台春节联欢晚会[2]
- 2009年首都各界庆祝中华人民共和国成立60周年大会
- 2011年庆祝中国共产党成立90周年文艺晚会《我们的旗帜》[3]
- 2012年军民迎新春晚会
- 2019年庆祝中华人民共和国成立70周年大会